# Łączna (Kłodzko)
Pour les articles homonymes, voir Łączna.
Łączna est une localité polonaise de la gmina et du powiat de Kłodzko en voïvodie de Basse-Silésie.